# Очиваронго

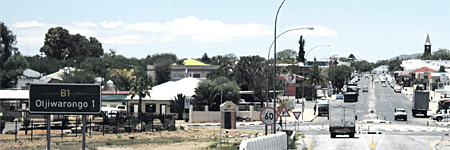
Очиваронго

Очиваронго (африк. Otjiwarongo) — город в Намибии.

## География
Город Очиваронго расположен в центральной части Намибии, между находящимся на севере «треугольником Отави» (Отави и Цумеб) и лежащей в 250 километрах южнее столицей страны Виндхуком. Очиваронго является административным центром области Очозондьюпа. В 50 километрах восточнее города находится горный массив Ватерберх. В 70 километрах южнее — гора Эчо.
Численность населения Очиваронго составляет 22.900 человек (на 2010 год). В городе находятся правления двух организаций, занимающихся защитой живущих в природных условиях гепардов и других крупных хищников семейства кошачьих. В восточной части Очиваронго расположена единственная в Намибии ферма по выращиванию крокодилов.

## Климат
| Показатель              | Янв. | Фев.  | Март | Апр. | Май  | Июнь | Июль | Авг. | Сен. | Окт. | Нояб. | Дек. | Год   |
| ----------------------- | ---- | ----- | ---- | ---- | ---- | ---- | ---- | ---- | ---- | ---- | ----- | ---- | ----- |
| Средний максимум, °C    | 31,3 | 29,8  | 29,2 | 28,1 | 26,2 | 23,6 | 24,0 | 26,8 | 30,6 | 32,5 | 31,9  | 32,1 | 28,8  |
| Средняя температура, °C | 23,7 | 22,7  | 22,2 | 21,3 | 17,2 | 14,4 | 14,6 | 16,9 | 20,9 | 23,3 | 23,6  | 23,8 | 20,3  |
| Средний минимум, °C     | 16,0 | 15,6  | 15,3 | 12,4 | 8,2  | 5,2  | 5,2  | 7,1  | 11,2 | 14,1 | 15,2  | 15,5 | 11,8  |
| Норма осадков, мм       | 99,5 | 120,6 | 79,7 | 41,0 | 5,3  | 0,3  | 0,0  | 0,6  | 2,3  | 13,6 | 39,0  | 53,8 | 455,7 |
| Источник: ,             |      |       |      |      |      |      |      |      |      |      |       |      |       |

## История
Город был основан в 1891 году немецкими переселенцами на территории тогдашней колонии Германская Юго-Западная Африка. В 1907 году к Очиваронго была подведения железнодорожная линия. Перед городским вокзалом установлен «Старый Хеншель» — паровоз, построенный для колонии в 1912 году на заводе фирмы Henschel в Касселе. В 1939 году Очиваронго получил городской статус.